# David Toupé
David Toupé (* 19. März 1977 in Rennes, Département Ille-et-Vilaine) ist ein französischer Badmintonspieler. Er war seit 1993, zunächst als Junior, Mitglied der französischen Badminton-Nationalmannschaft. Toupé ist infolge eines Skiunfalls seit 2003 querschnittgelähmt und startet im Parabadminton in der Startklasse WH1 im Einzel, Doppel und Mixed. Toupé strebt die Teilnahme an den Sommer-Paralympics 2020 an.

## Sportliche Laufbahn
David Toupé wuchs in Saint-Méen-le-Grand bei Rennes im bretonischen Département Ille-et-Vilaine auf. Mit zehn Jahren begann er Badminton zu spielen und mit 15 Jahren wurde er von der Pariser Sporthochschule INSEP aufgenommen. Seit 1993 war er, zunächst in der Juniorenklasse, Mitglied der französischen Badminton-Nationalmannschaft. 2003 erlitt er bei einem Skiunfall schwere Verletzungen und ist seither Querschnittgelähmt. Anschließend wandte er sich dem Parabadminton zu.
Bei der Badminton-Weltmeisterschaft für Behinderte 2009 in Seoul gewann Toupé im Einzel Bronze und im Doppel mit seinem Partner Alexander Polstjankin Silber. 2010 gewann er mit Sonja Häsler den Titel im Mixed bei der Badminton-Europameisterschaft für Behinderte im schweizerischen Filzbach. Bei der Weltmeisterschaft 2011 in Guatemala-Stadt unterlag Toupé im Einzel-Halbfinale dem späteren Weltmeister Lee Sam-seop aus Südkorea. Auch im Doppel mit Alexander Polstjankin gewann er Bronze. Im Mixed mit Sonja Häsler kam er bis in das Finale, sie mussten sich aber dem südkoreanischen Duo Lee Sam-seop und Son Ok-cha geschlagen geben. 2012 bei der Europameisterschaft in Dortmund unterlag Toupé im Einzelfinale dem Deutschen Thomas Wandschneider. Auch im Doppel gab es für ihn und seinen Partner Pascal Barrillon gegen das Duo aus dem für die Türkei startenden Avni Kertmen und Wandschneider nur Silber, und im Mixed unterlagen Toupé und Häsler dem Duo Wandschneider und Karin Suter-Erath. 2013 gewannen Toupé und Wandschneider bei der WM am selben Ort im Doppel Gold. Bei der Europameisterschaft 2014 in Murcia gewann Toupé im Einzel Silber gegen Wandschneider und im Doppel Gold mit Wandschneider gegen Avni Kertmen und den Engländer Martin Rooke. Im Mixed gab es für Toupé und Häsler Silber, gegen die Finalsieger Rooke und Suter-Erath.
2016 gewann Toupé bei der EM im niederländischen Beek im Einzel Silber und unterlag im Finale wieder Thomas Wandschneider. Auch im Doppel reichte es mit Martin Rooke gegen Wandschneider und den Engländer Connor Dua-Harper nur zu Silber. Im Mixed-Finale unterlag er mit der Türkin Narin Uluç gegen Rooke und Suter-Erath. Bei der Heim-EM 2018 in Rodez endete der Einzelwettkampf wieder im Finale mit einer Niederlage gegen Wandschneider. Im Doppel mit dem Israeli Amir Levi reichte es gegen Rooke und Wandschneider ebenfalls nur zu Silber. An der Badminton-Weltmeisterschaft für Behinderte 2019 in Basel nahm Toupé teil, schied aber im Einzel und im Doppel im Achtelfinale aus.
Toupé ist im französischen Badminton-Verband für das Parabadminton zuständig. Er arbeitet als Physiotherapeut der französischen Badminton-Nationalmannschaft.